# International Motor Carriage Company
International Motor Carriage Company, vorher National Motor Carriage Company, war ein US-amerikanischer Hersteller von Automobilen.

## Unternehmensgeschichte
Percy L. Klock gründete 1899 die National Motor Carriage Company in Stamford in Connecticut. Er entwickelte ein Automobil. 1900 folgte die Umfirmierung in International Motor Carriage Company. Als weitere beteiligte Personen werden Robert S. Rudd und Langdon Greenwood genannt. Der Sitz befand sich nun in New York City. Das Werk war weiterhin in Stamford. 1900 begann die Produktion von Automobilen. Der Markenname lautete anfangs International. Noch ab 1900 wurden die Fahrzeuge als Klock vertrieben. 1901 endete die Produktion.
Es gab keine Verbindungen zu den anderen US-amerikanischen Automobilherstellern der Marke International: International Motor Car Company, International Harvester und International Automobile Company.

## Fahrzeuge
Im Angebot stand nur ein Modell. Es hatte einen Zweizylindermotor mit 5 PS Leistung. Aufbauten waren Phaeton und Stanhope. Der Neupreis betrug 1200 US-Dollar.